# Andreas Ivanschitz
Andreas Ivanschitz (Ivančić) (Željezno, 15. listopada 1983.) bivši je austrijski nogometaš. 
Igra na položaju veznog igrača. Podrijetlom je gradišćanski Hrvat.
Igrao je za više poznatih europskih klubova, kao što su Rapid Beč, Red Bull Salzburg, Panathinaikos, a u srpnju 2009. je potpisao trogodišnji ugovor s Mainzom 05 za 1,5 milijuna eura. 2013. godine potpisao ugovor je za Levante. U 2015. prelazi u Seattle Sounders FC. Prelazi u Viktoriju Plzeň 2017. u kojoj završava karijeru godinu dana kasnije. 